# Macromeracis nordenholzi
Macromeracis nordenholzi är en tvåvingeart som först beskrevs av Lindner 1943.  Macromeracis nordenholzi ingår i släktet Macromeracis och familjen vapenflugor. Inga underarter finns listade i Catalogue of Life.